# Michael Dyllong
Michael Dyllong (* 6. März 1987 in Dortmund) ist ein deutscher Koch.
Dyllong wuchs in Nordrhein-Westfalen auf. Im Jahr 2011 absolvierte er seine Ausbildung zum Küchenmeister und war zu dieser Zeit Deutschlands jüngster Küchenmeister. Von 2011 bis 2021 war er Küchenchef in der Showküche des Restaurants Palmgarden in Dortmund, seitdem führt er das Restaurant The Stage in Hombruch. 2013 wurde Dyllong mit einem Michelin-Stern ausgezeichnet, der 2023 auch für The Stage bestätigt wurde.

## Auszeichnungen und Erfolge
- 1 Michelin-Stern